# Svetlana Geier
Svetlana Michailovna Ivanova (Kiev, URSS, 26 de abril de 1923-Friburgo de Brisgovia, 7 de noviembre de 2010), más conocida como Svetlana Geier, fue una traductora literaria, que traducía del ruso al alemán. Vivió en Alemania de 1943 hasta su muerte en 2010.

## Biografía
Svetlana Geier nació en Kiev, Ucrania, en 1923, hija de padres rusos. Su padre era científico, especialista en fitomejoramiento. Su madre provenía de una familia de oficiales zaristas. Su padre fue arrestado en 1938 durante el período de la Gran Purga de Stalin, y murió en 1939 por enfermedades derivadas del tiempo que estuvo en prisión. Svetlana Ivanova tuvo una infancia protegida, recibiendo clases particulares de francés y alemán desde pequeña.  
En 1941, el año en que el ejército alemán invadió la Unión Soviética, aprobó sus exámenes escolares con excelentes calificaciones y fue aceptada como estudiante en la Academia Nacional de Ciencias de Ucrania en la Facultad de idiomas de Europa occidental; dónde también trabajó como traductora para el Instituto de Geología.
Después de la invasión alemana de Kiev, se convirtió en intérprete en la compañía Dortmund Bridge Building en Kiev. Le habían prometido una beca para estudiar en Alemania si trabajaba para los alemanes durante un año. En 1943, después de la derrota de las tropas alemanas en la batalla de Stalingrado, la compañía tuvo que cerrar su sitio en Kiev. Svetlana Ivanova sabía muy bien que, después de haber trabajado para los alemanes, sus compatriotas la consideraban una colaboradora y que nunca podría estudiar en la Unión Soviética. Su madre tampoco quería vivir con los "asesinos del padre de ella / Svetlana", por lo que se unieron a la empresa de construcción de puentes que regresaba a Alemania. Allí fueron arrestados y llevados a un campamento para trabajadores del Este, del cual lograron escapar con la ayuda de amigos a los seis meses.
Tras demostrar sus excelentes habilidades de traducción en un examen en la Fundación Alexander von Humboldt, Svetlana Ivanova recibió una beca con la que pudo cumplir su sueño de estudiar idiomas. Junto con su madre, se mudó a Guenterstal en Friburgo, y comenzó sus estudios de Literatura y Lingüística Comparada en la Universidad de Friburgo en 1944. Después de su matrimonio, tomó el apellido de su esposo, Geier. Tuvieron dos hijos y vivió en Guenterstal hasta su muerte en 2010. 
En 1960, Svetlana comenzó a enseñar ruso en la Universidad de Karlsruhe. Impartió clases ocho horas a la semana desde 1964. Además, entre 1964 y 1988 fue lectora de ruso en el Departamento de Estudios Eslavos de la Universidad de Friburgo. De 1979 a 1983 también enseñó lengua y literatura rusas en la Universidad de Witten / Herdecke. 
Hizo un gran trabajo para mejorar la enseñanza del ruso fuera de la universidad. En el Kepler-Gymnasium (escuela de gramática) en Friburgo, puso el perfil del ruso para que el idioma estuviera disponible para elegir como materia de examen, que ella misma enseñó durante muchos años. Además, fue responsable de la enseñanza del ruso en varias escuelas Waldorf en toda Alemania durante 25 años.   
Comenzó a trabajar como traductora en Alemania para la colección, entonces recién publicada, Rowohlt Classics. Fue miembro del centro PEN de Alemania.  
Murió el 7 de noviembre de 2010 a la edad de 87 años,en su casa de Günterstal. La casa, donde vivió durante más de 50 años, y que pertenecía a la ciudad de Friburgo, quería convertirse en un centro de traducción gracias a los esfuerzos de una iniciativa privada.  Sin embargo, este plan nunca se realizó: la ciudad, mientras tanto, vendió la casa.

## Trabajos
Svetalan Geier se encuentra entre los traductores más importantes de la literatura rusa en los países Germánicos. Entre otras obras, tradujo las de Tolstoi, Bulgakov y Solzhenitsyn. Se hizo famosa entre un público más amplio gracias a las nuevas traducciones de las grandes novelas de Fjodor Dostojewski. 
No dudó en reformular los títulos más antiguos y conocidos, aunque insistió en que hacía más que traducir del ruso. Algunas de las novelas que tradujo, ya habían sido publicadas en alemán con anterioridad. Es el caso de Crimen y castigo, la novela más famosa de Dostojevski, que ya había sido traducida anteriormente por Alexander Eliasberg y Gregor Jarcho, en 1921 y 1924 respectivamente. Los hermanos Karamazov, cuya versión de 2003 recibió excelentes críticas, se traducido anteriormente por Elisabeth Kaerrick, alias E.K. Rahsin (1906), Hermann Röhl (1924) y por Hans Ruoff and Richard Hoffmann (1958).
Gracias a su trabajo en la universidad, Svetlana Geier nunca dependió  económicamente de la traducción y, por lo tanto, le fue posible dedicar grandes períodos de tiempo a la traducción de obras concretas. Invirtió 20 años en retraducir las cinco grandes novelas de Dostojevski. Según muestra el documental sobre su vida "La mujer con los cinco elefantes", suele dictar sus traducciones a un asistente, un método de trabajo poco habitual en traducción.

## Película
2009: Die Frau mit den 5 Elefanten Archivado el 24 de diciembre de 2019 en Wayback Machine. Documental de Vadim Jendreyko (tráiler en inglés).

## Premios
Svetlana Geier recibió numerosos premios por su destacada contribución a la difusión de la cultura, la historia y la literatura rusas, entre ellos los siguientes: 
- 1995: Reinhold-Schneider-Preis de la ciudad de Friburgo
- 1995: Leipzig Book Prize for European Understanding[8]
- 1998: Orden del Mérito de la Universidad de Karsruhe
- 2000: Goldene Eule der Sokratischen Gesellschaft[9]
- 2003: Orden del Mérito de Baden-Württemberg
- 2004: Título honorífico de la Facultad de Filosofía e História de la Universidad de Basilea.
- 2007: Leipzig Book Fair Prize en la categoría de traducción por El adolescente.[10]
- 2007: Doctorado honoris causa de la Universidad de Friburgo